# 赤狩り THE RED RAT IN HOLLYWOOD
『赤狩り THE RED RAT IN HOLLYWOOD』（あかがり ザ レッド ラット イン ハリウッド）は、山本おさむによる日本の漫画。『ビッグコミックオリジナル』（小学館）にて、2017年11号から2021年8号まで連載された。赤狩り時代を生きるハリウッドの映画人たちの「表現の自由」を巡るドラマが、『ローマの休日』『エデンの東』『猿の惑星』『スパルタカス』『ジョニーは戦場へ行った』などの製作背景を交えつつ描かれる。

## 執筆背景
山本の前作『そばもん ニッポン蕎麦行脚』（2008年 - 2016年）の連載が終了に近づくころ、山本は編集長と担当者に次企画として赤狩り時代のハリウッドを題材とした作品を提案した。山本は内心では漫画としては突飛で読者受けも期待できないと感じており、企画は通らないと考えていたたが、大の映画ファンでもあり黒澤明や小津安二郎の企画も手がけた経験もある編集長の後押しを受けて決定し、本格的な構想を練り始めた。企画の決定から数か月後、山本はアメリカ映画『トランボ ハリウッドに最も嫌われた男』（2015年）が公開されることを知った。このため、『赤狩り』は『トランボ』よりも広範囲を扱った作品であるが、トランボに関しては映画とは異なる描写をしなければならないという「縛り」が発生した。

## ストーリー

### 第1章 『ローマの休日』と赤狩りの始まり
1947年。冷戦の時代が始まり、米国内で活動するソ連のスパイ摘発に躍起になったFBI長官のJ・エドガー・フーヴァーと下院非米活動委員会（HUAC）のJ・パーネル・トーマスはハリウッドに目をつけ、業界に詳しいFBI捜査官のアーノルド・キビーの調査により共産主義者だったことが判明した映画人たちに召喚状が送られる。正式に尋問が決まった10人、通称「ハリウッド・テン」はこれにアメリカ合衆国憲法修正第1条を盾とする証言拒否の姿勢で挑む方針で団結し、そしてウィリアム・ワイラーやジョン・ヒューストンなどのリベラル派の映画人で組織された修正第1条委員会は彼らを擁護する。しかしながらハリウッド・テンはHUACの策略に嵌まって強固な態度を曝け出してしまい、穏便な解決を目指していた修正第1条委員会のメンバーたちは幻滅して次々と去ってしまう。ハリウッド・テンは議会侮辱罪で訴えられ、さらに11月に映画製作者協会はハリウッド・テンを解雇し、彼らが共産主義者ではないと宣誓しない限り再雇用しない構えを発表する。和解の道を模索していたワイラーは圧力に敗れた映画業界人を目の当たりにし、さらにハリウッド・テンの弁護士が徹底抗戦に出ることを知ると大きく落胆する。
ハリウッド・テンの1人である脚本家のドルトン・トランボは映画会社から契約を切られると家族を養うためにの仕事を探し、『素晴らしき哉、人生!』が興行的に失敗して窮地に立たされているフランク・キャプラがコメディの企画を募集していることに目をつける。トランボはキャプラのヒット作『或る夜の出来事』をベースに『ローマの休日』の脚本を執筆し、その過程で互いの正体を秘密にしていた2人の主人公が「信頼」で結ばれるというテーマにたどり着く。ハリウッドを干されて表立って仕事ができないトランボは友人のイアン・マクレラン・ハンターの名義を借りて『ローマの休日』の脚本の完成させ、それを読んだキャプラも気に入ったが映画会社は近年の彼の興行不振を理由に棚上げにする。
1951年に『ローマの休日』の脚本がワイラーのもとへとたどり着くと彼は助手のレスター・コーニッグと共に撮影の準備を始める。コーニッグはハンターの自宅にあったギプスに書かれたサインで本当の筆者がトランボであることを知り、またワイラーも物語が「信頼」を訴えていることを察した上でトランボの存在を知り、彼に電話をかけて決意を示す。ワイラーたちが撮影のためにローマに飛ぶ直前、HAUCの証言台に立った2流脚本家のティム・クロズビーによってコーニッグの名が挙げられる。ワイラーは『ローマの休日』からの降板を申し出るコーニッグを連れて撮影を開始し、彼を解雇させるためにローマまでやってきたパラマウント映画の重役も現地イタリア人スタッフらの支持もあって追い返される。撮影終了後、HUACから呼び出されたコーニッグは証言を拒否したことで映画界を追われ、ジャズレコードプロデューサーに転身する。
1954年、第26回アカデミー賞授賞式が行われ、原案賞受賞者として『ローマの休日』のハンターの名が挙げられ、またオードリー・ヘップバーンが主演女優賞を獲得する。一方で垂れ込み屋として非難される身となったクロスビーのもとに元妻のジュディー・サマーズの訃報が飛び込む。女優だった彼女は赤狩りに嫌気が差して映画界を去った後に酒浸りとなり、売春まがいのことをして日銭を稼ぎ、挙げ句その相手から殺されたのだった。だがクロスビーは売春の事実を否定し、それでも彼女を信じると言って遺体の側で泣き続ける。

### 第2章 ハリウッド・テン
遡って1949年。リベラル派の最高裁判事が相次いで亡くなって敗色濃厚となるとハリウッド・テンの面々は投獄に向けて動き出す。ドルトン・トランボはB級映画会社のキングブラザーズと契約し、ノンクレジットでの脚本の手直し、そして知人のミラード・カウフマンの名義を使って『拳銃魔』を脚色することで投獄期間中の家族の生活費を稼ぐ。「不服従」の名を持つアルヴァ・ベッシーは同じくハリウッド・テンのエドワード・ドミトリクのアパートを追い出され、また友人の俳優のリー・J・コッブに借金を断られた上に彼を傷付けてしまい意気消沈する。作家業から身を引く決心をしたベッシーは最後にチャールズ・チャップリンのもとを訪れ、自身の企画を持ち込む。チャップリンはベッシーの企画を断るが、作家活動は続けるようにとアドバイスし、そしてその後に彼もHAUCによってアメリカを追われることとなる。匿名での活動が不可能な映画監督であり、脚本執筆能力を持たなかったドミトリクは完全に収入源を絶たれ、ようやく公開されたイギリス映画『コンクリートの中の男』も圧力団体の抗議で中止に追いやられてしまい、また妻との離婚も決定する。彼はクラウス・フックスやアルジャー・ヒスによるスパイ事件の報道を目にしてアメリカの共産党の実態を知る。
1950年、有罪が確定したハリウッド・テンはそれぞれの刑務所に移送されるも、そのニュースは朝鮮戦争の勃発によりかき消され、さらにローゼンバーグ事件を受け、ジョセフ・マッカーシーが主導するマッカーシズムの時代が動き出す。投獄中のドミトリクは弁護士と面会し、転向を表明する方向で動き出す。ハーバート・ビーバーマンと共に一足先に出獄した彼はコロムビア映画と契約して映画界復帰を試みるが、ハリウッド・テンの減刑を求める署名をしていたことがリークされてしまい白紙にされる。これを共産党側の報復と見たドミトリクは以後、積極的にHUACに協力することとなる。リング・ラードナー・ジュニアとレスター・コール同じ刑務所には公金横領の罪で実刑判決を受けたHUACのJ・パーネル・トーマスが一足先に投獄されており、トランボらは彼が小物に過ぎなかったことを知る。刑務所内で上映されたニュース映画を見たトランボはアメリカ社会が巨大化した赤狩りによりすっかり言論の自由が失われていることを察し、所内で出会った貧しい黒人労働者のセシルに自分を重ね、ブラックリストの打破を決意する。

### 第3章 エデンの東へ
1951年、ハリウッド・テンの有罪が決まって赤狩りの勢いは加速し、アーノルド・ギビー捜査官は次のターゲットとして映画監督のエリア・カザンを調べ、その過程で女優のマリリン・モンローとの不倫関係を知る。同じころ、カザンのかつての仲間であり、HUACへの証言を拒否したことで干された俳優のジョン・エヴァンスは生活に困窮した末、ついには自殺を試みる。だがその寸前、エヴァンスのもとにドルトン・トランボが脚本を書い独立系の舞台劇『町一番の大泥棒』の仕事が依頼される。出演を許諾したエヴァンスであったが、病気の身体に鞭を打ったこともあってロンドン公演の直後に亡くなってしまう。夫の死後、認知症の妻のニーナもHUACに召喚されるが、彼女は毅然とした態度で委員会を非難し、それを傍聴していたカザンは彼女への敬意を表明する。
1952年1月、ついに召喚状が届いたカザンはHUACに非公開のうちに出頭する。かつて文化担当委員のジョン・ハワード・ローソンの一派から吊し上げを食らって共産党を抜けた経緯のあるカザンは自身が党員であったことを認めつつも他人のことは話さない方針を貫いたがHUACはそれを快く思わず、妻のモリーからは曖昧な態度を非難され、20世紀フォックスの社長からも証言を勧められる。さらにカザンはギビー捜査官により右派コラムニストのヘッダ・ホッパーに情報を流されたことで議事内容を世間に暴露され、彼の家族にも嫌がらせがおよんだことで追い詰められる。同年4月、再出頭したカザンは旧友のクリフォード・オデッツや亡くなったエヴァンスを含む8人の名前を証言し、それに続いて密告を正当化、推奨する内容の声明文を新聞広告で発表する。カザンの転向を受けて絶望した知人の女優のキム・ハンターは映画界を去り、またその後多くの証言者が内通者となった。
密告者として針のむしろ状態となったカザンは同じく元共産党員でHUAC証言者の脚本家のバッド・シュルバーグに『波止場』の企画を持ちかけ、「密告者こそヒーロー」というテーマを盛り込んだこの映画で自分を非難する左翼・リベラルへの復讐を成し遂げるつもりであること明かす。シュルバーグは脚本を書き上げたが、嫌われ者となったカザンは20世紀フォックスをはじめとするメジャースタジオから出資を拒まれたためについに「詐欺師」と呼ばれる独立系プロデューサーのサム・スピーゲルと手を組むこととなる。1953年、マーロン・ブランドを主演に迎えた『波止場』の撮影が始まり、カザンはスピーゲルの執拗な予算削減の要求と闘いつつ完成にこぎつけ、翌1954年に封切られると労働者層からの支持もあって大ヒットとなる。『波止場』は第27回アカデミー賞で作品賞を含む8部門を制し、カザンは「密告して返り咲く」の典型例となる。
一方でメキシコ滞在中のトランボは闘牛ショーを見物し、そこで勇敢な牛は稀に観客からの「赦し」（インドゥルト）によって助命されることを知る。その後ロサンゼルスに戻ったトランボは追い込まれてやむを得ずHUACに証言する身となった後輩の脚本家のイザベル・レナートを目にし、彼女と先日の闘牛から着想を得て『黒い牡牛』の執筆を始める。
『波止場』の次回作としてカザンはジョン・スタインベックの同名小説を原作とする『エデンの東』に着手する。カザンは現場でのジェームス・ディーンとレイモンド・マッセイの対立を巧みに利用して『エデンの東』を完成させ、1955年に公開されると若者からのディーン人気も手伝ってこれも大成功を収める。映画を鑑賞したギビーは、いかがわしい商売をしていた母親は共産党の暗喩であり、彼女に似た主人公キャルが保守的な父親に愛を乞うという構図はHUACに屈したカザン自身の遍歴が投影されているのだと分析する。『波止場』と『エデンの東』のおかげで赤狩りを生き延びたカザンであったが今後自身に降りかかると思われる批判の声と苦難の道を覚悟し、「我々は生まれ落ちたその時からすでに楽園（エデン）を追われた存在なのだ。すべての人間はエデンの東に生きている」と結論づけて雑踏の中を1人で歩いて行く。

### 第4章 赦し（インドゥルト）
モンゴメリー・バス・ボイコット運動が幕を開けた1955年。完成した『黒い牡牛』の脚本をドルトン・トランボがキングブラザーズに提出すると社長のモーリスは自社での製作を決定する。「ロバート・リッチ」名義でクレジットされたこの映画は第29回アカデミー賞で原案賞を受賞してしまい、やがてトランボが執筆したという噂が立つ。さらに第30回で『戦場にかける橋』が脚色賞、第31回で『手錠のまゝの脱獄』が脚本賞を獲得し、3年連続でブラックリスト入りした脚本家がオスカー受賞者となるとトランボはこれを好機とみてテレビに出演し、自分がロバート・リッチであることを認める。トランボの発表を赤狩りへの挑戦であると受け取ったアーノルド・ギビーは彼への攻撃を開始し、またアメリカの理想を守るための映画同盟のジョン・ウェインやヘッダ・ホッパーは会員たちに共産主義者の徹底した排除を呼びかける。
先鋭化した赤狩りとの闘いを決意したトランボのもとへプロデューサーのエドワード・ルイスから新たな仕事が舞い込む。紀元前1世紀にローマ帝国を相手に反乱を起こした奴隷を描く小説を原作とするカーク・ダグラス主演・製作総指揮の映画『スパルタカス』の脚本執筆をトランボは「サム・ジャクソン」名義で引き受ける。

## 書誌情報
- 山本おさむ 『赤狩り THE RED RAT IN HOLLYWOOD』 小学館〈ビッグコミックス〉、全10巻
  1. 2017年11月30日発売、ISBN 978-4-09-189687-2
  2. 2018年4月27日発売、ISBN 978-4-09-189870-8
  3. 2018年9月28日発売、ISBN 978-4-09-860085-4
  4. 2019年2月28日発売、ISBN 978-4-09-860234-6
  5. 2019年5月30日発売、ISBN 978-4-09-860291-9
  6. 2019年10月30日発売、ISBN 978-4-09-860453-1
  7. 2020年3月30日発売、ISBN 978-4-09-860571-2
  8. 2020年9月30日発売、ISBN 978-4-09-860723-5
  9. 2021年4月30日発売、ISBN 978-4-09-861035-8
  10. 2021年6月30日発売、ISBN 978-4-09-861069-3